# Barcelona–Manresa–Lleida–Almacelles-vasútvonal
A Barcelona–Manresa–Lérida–Almacelles-vasútvonal (katalánul: línia Barcelona – Manresa – Lleida – Almacelles), más néven a Zaragoza-vonal, egy vasútvonal Spanyolországban, amely az ADIF tulajdonában van. A vonal Barcelonát köti össze Léridával és Aragónia tartománnyal, miközben áthalad Vallès Occidental, Vallès Oriental, Bages, Segarra és a Léridai-síkság területein. A nyomvonal Barcelonában, az Aragó-alagútnál kezdődik, Almacellesnél ér véget, majd innen Zaragoza felé folytatódik.
A vonal ibériai nyomtávú, villamosított, Barcelonától Manresáig kétvágányú, Manresa és Lérida között pedig egyvágányú. A vonalon elővárosi- (rodalia), regionális- és tehervonatok közlekednek.

## Története
1852. november 3-án a Barcelona és Zaragoza közötti vasútvonal koncesszióját Alberto Urríes nyerte el, aki azt továbbadta a Zaragoza–Barcelona Vasúttársaságnak. Ez a társaság 1855. május 2-án nyitotta meg a Montcada és Sabadell közötti szakaszt.
Barcelonába való eljutás érdekében a társaság megállapodást kötött a Barcelona–Granollers vasúttársasággal: ennek értelmében használhatták a Passeig de la Duana lévő végállomás egy részét, részt vállaltak az építkezési munkák felében, továbbá két vágány összekötését is tervezték Montcada és Barcelona között – egyet-egyet mindkét társaság számára. Az eredeti terv szerinti végállomás az átengedett területen azonban végül nem valósult meg; helyette a mai Vilanova utcánál fekvő területeket választották ki, és amikor 1862. május 21-én megnyílt a Montcadát a Vilanova (vagy Zaragoza) állomással összekötő vasútvonal, a korábbi megállapodást felbontották.
Az új, Plaça de Catalunyán keresztül vezető elágazást csak 1932-ben építették meg, majd 1972-ben hosszabbították meg a Barcelona-Sants pályaudvarig.